# کاساپینتا
کاساپینتا (به ایتالیایی: Casapinta) یک کومونه در ایتالیا است که در استان بیه‌لا واقع شده‌است.

## خصوصیات
کاساپینتا ۲٫۹ کیلومترمربع مساحت و ۴۸۰ نفر جمعیت دارد.